# Blauastrilde
Die Blauastrilde (Uraeginthus) sind eine Gattung innerhalb der Familie der Prachtfinken. Die Arten, die dieser Gattung zugeordnet werden, kommen nur auf dem afrikanischen Kontinent vor.
Die systematische Zuordnung von Arten zu dieser Gattung ist noch nicht abschließend geklärt. Die IUCN ordnet sowohl den Granatastrild als auch den Veilchenastrild den Blauastrilden (Uraeginthus) zu; Jürgen Nicolai und Joachim Steinbacher dagegen stellen diese zwei Arten in die Gattung Granatina. Hier ist der Einordnung der IUCN gefolgt.

## Beschreibung

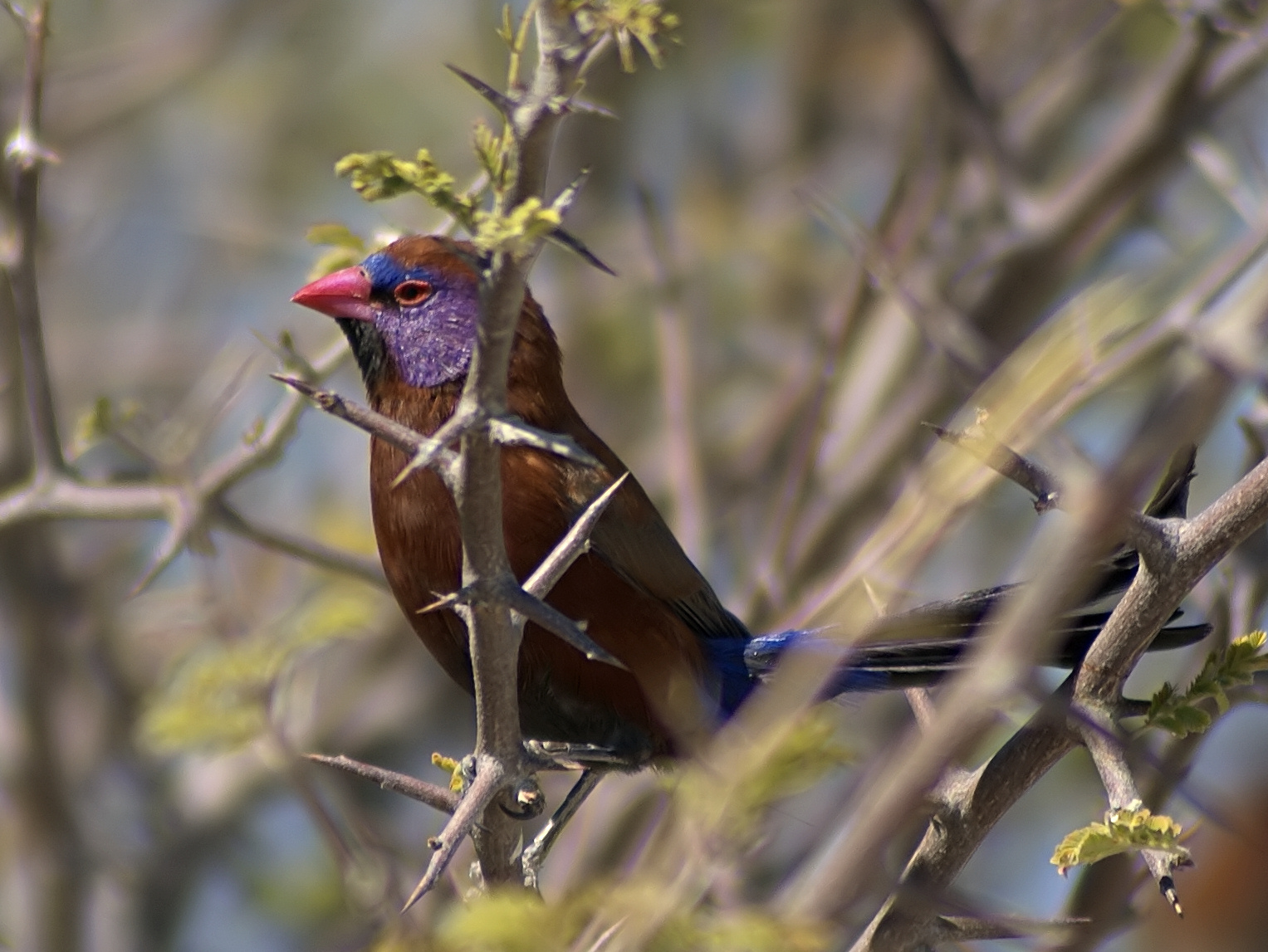
Granatastrild

Die Blauastrilde erreichen eine Körperlänge zwischen dreizehn und vierzehn Zentimeter. Angola-Schmetterlingsfink, Schmetterlingsfink und Blaukopfastrild weisen sehr große Ähnlichkeit zueinander auf. Alle Männchen haben blaue Federpartien am Kopf, wobei beim Blaukopfastrild der gesamte Kopf bis zum Nacken blau ist. Die Männchen des Schmetterlingsfinken weisen außerdem je Kopfseite einen auffallenden roten Fleck in der Ohrgegend auf. Beim Granatastrild hat das Männchen eine lebhaft kobaltblaue Stirn, beim Veilchenastrild ist unter anderem die Region um die Augen und die vordere Wangengegend blau.
Die Weibchen weisen blassere Gefieder als die Männchen auf und der Blauanteil in ihrem Gefieder ist geringer.

## Verbreitung und Lebensweise
Alle Arten der Granatastrilde haben ein Verbreitungsgebiet, das in Afrika südlich der Sahara liegt. Das größte Verbreitungsgebiet hat der Schmetterlingsfink, der in fünf Unterarten das Steppen- und Savannengebiet des tropischen Afrikas von Senegal und Guinea über das innere Westafrika bis nach Eritrea und südwärts bis nach Tansania, der Demokratischen Republik Kongo und Sambia besiedelt.
Die Brutzeit ist bei den einzelnen Arten unterschiedlich und variiert in Abhängigkeit vom jeweiligen Verbreitungsgebiet. Der Veilchenastrild brütet beispielsweise in Somalia im Juni, in Tansania dagegen im Zeitraum Dezember bis Februar. Allen gemeinsam ist eine verhältnismäßig elaborierte Balz. Es handelt sich um eine Halm- oder Federbalz, bei dem das Männchen mit einem Halm oder einer Feder im Schnabel vor dem Weibchen imponiert. Beim Schmetterlingsfink und beim Blaukopf-Schmetterlingsfink zeigt auch das Weibchen gelegentlich Balztänze. Typischerweise ist dann jedoch das Männchen nicht anwesend.

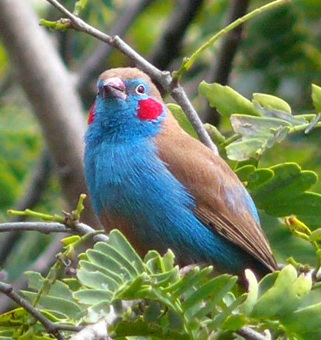
Schmetterlingsfink

Die Nahrung besteht bei allen Arten aus kleinen Sämereien, die durch Insekten ergänzt werden.

## Haltung
Alle Arten der Blauastrilde gehören zu den Ziervogelarten, die zum Teil schon sehr lange gehalten werden. Der erste Granatastrild, der nach Europa eingeführt wurde, wurde 1754 Madame de Pompadour geschenkt und von ihr über drei Jahre gepflegt. Wegen des kontrastreichen Gefieders sind sie zum Teil sehr gefragte Vögel, allerdings sind sie teils nicht einfach zu halten. Alle Arten sind kälteempfindlich und insbesondere beim Granatastrild und Veilchenastrild gelingt die Nachzucht nur wenigen Spezialisten.

## Arten
Die folgenden Arten werden zu den Blauastrilden gezählt:
- Angola-Schmetterlingsfink (U. angolensis)
- Blaukopf-Schmetterlingsfink (U. cyanocephalus)
- Granatastrild (U. granatina)
- Schmetterlingsfink (U. bengalus)
- Veilchenastrild (U. ianthinogaster)

## Belege

### Einzelbelege
1. ↑   Nicolai et al., S. 196 und S. 204
2. ↑   BirdLife Factsheet für den Veilchenastrild, aufgerufen am 16. Juni 2006
3. ↑   BirdLife Factsheet für den Granatastrild, aufgerufen am 16. Juni 2006
4. ↑   Nicolai et al., S. 205
5. ↑   Nicolai et al., S. 199